# Felipe Boero
Felipe Boero (* 1. Mai 1884 in Buenos Aires; † 9. August 1958 ebenda) war ein argentinischer Komponist.
Boero studierte in Buenos Aires bei Arturo Berutti und von 1912 bis 1914 in Paris bei Gabriel Fauré und Paul Vidal. Er lebte danach als gefeierter Opernkomponist in Buenos Aires und gilt als Begründer der national-argentinischen Oper. 
Neben sechs Opern komponierte er sinfonische Dichtungen, ein Oratorium, eine Messe und Lieder.

## Werke
- Tucumán, Oper, 1918
- Ariana y Dionysios, Oper, 1920
- Raquela, Oper, 1923
- Las Bacantes, Oper, 1925
- El matrero, Oper, 1929
- Siripo, Oper, 1937

| Personendaten    | Personendaten            |
| ---------------- | ------------------------ |
| NAME             | Boero, Felipe            |
| KURZBESCHREIBUNG | argentinischer Komponist |
| GEBURTSDATUM     | 1. Mai 1884              |
| GEBURTSORT       | Buenos Aires             |
| STERBEDATUM      | 9. August 1958           |
| STERBEORT        | Buenos Aires             |